# Distretto di La Primavera
Il distretto di La Primavera è un distretto del Perù nella provincia di Bolognesi (regione di Ancash) con 657 abitanti al censimento 2007 dei quali 500 urbani e 157 rurali.
Il centro principale è Gorgorillo
È stato istituito il 21 settembre 1985.